# قسيم (تصنيف)

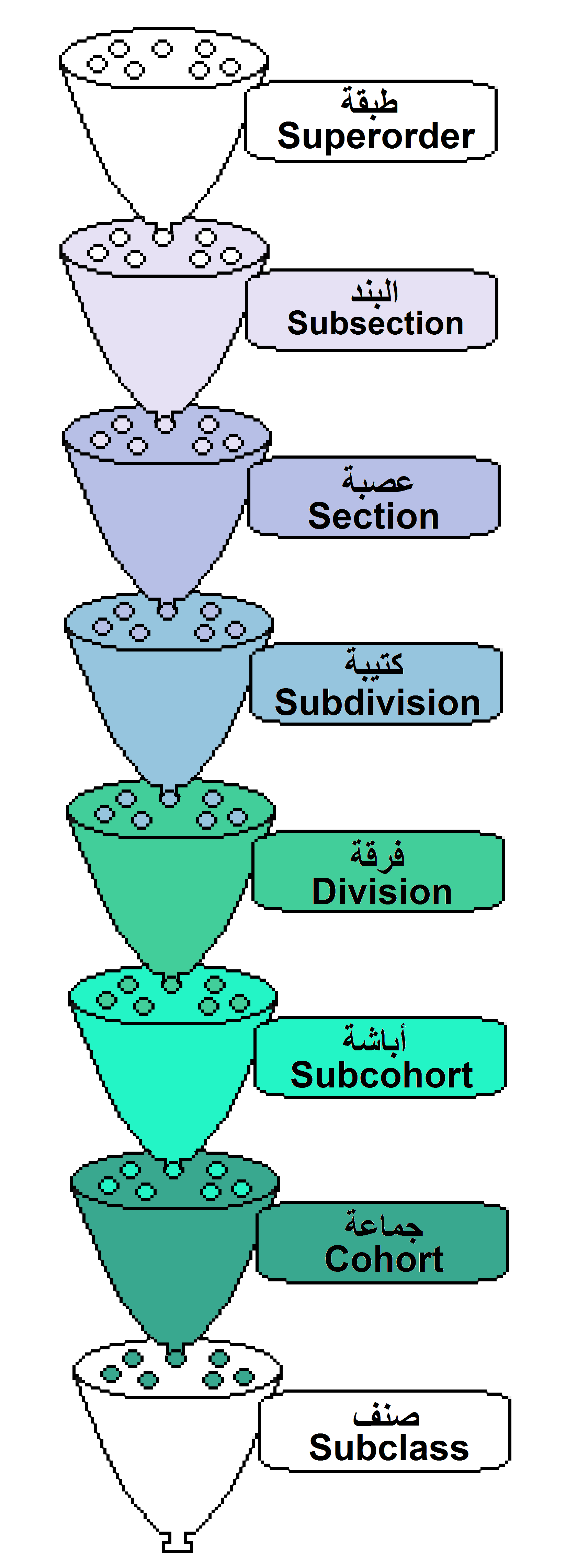
مثال على ترتيب التصنيفات من جماعة إلى بند الأكثر تداولا ضمن علم الحيوان

القُسَيْم أو البند (بالإنجليزية: Subsection)‏ هو تصنيف فرعي من ضمن  تصنيفات الأترابية ويأتي مباشرة بعد تصنيف القسم. وهو ليس من التصنيفات الأساسية. في التصنيف الحيواني تأتي هذه التصنيفات بين تصنيفي الطويئفة والرتبة العليا. وفي التصنيف النباتي تأتي أحيانا بين تصنيفي الشعبة والطائفة. 